# Rifugio Bosconero
Il rifugio Casèra Bosconero è un rifugio alpino delle Dolomiti bellunesi. Si trova ai piedi della Rocchetta Alta, rilievo minore del gruppo del Bosconero, verso la fine della valle omonima, all'altezza del lago di Pontesei (val Zoldana, comune di Forno di Zoldo).

## Storia
Ricavato da una vecchia casèra, divenne dapprima bivacco grazie al CAI di Venezia e alla fondazione Berti, quindi fu ampliato dal CAI della Valzoldana per divenire rifugio.

## Accessi
L'accesso più diretto e frequentato parte dal lago di Pontesei (807 m, presso la SS 251) e segue il sentiero 490 (1,45/2 h di percorrenza - 650 m di dislivello). Presso il lago passa l'Alta via n. 3 che partendo da Villabassa giunge a Longarone.

## Galleria d'immagini

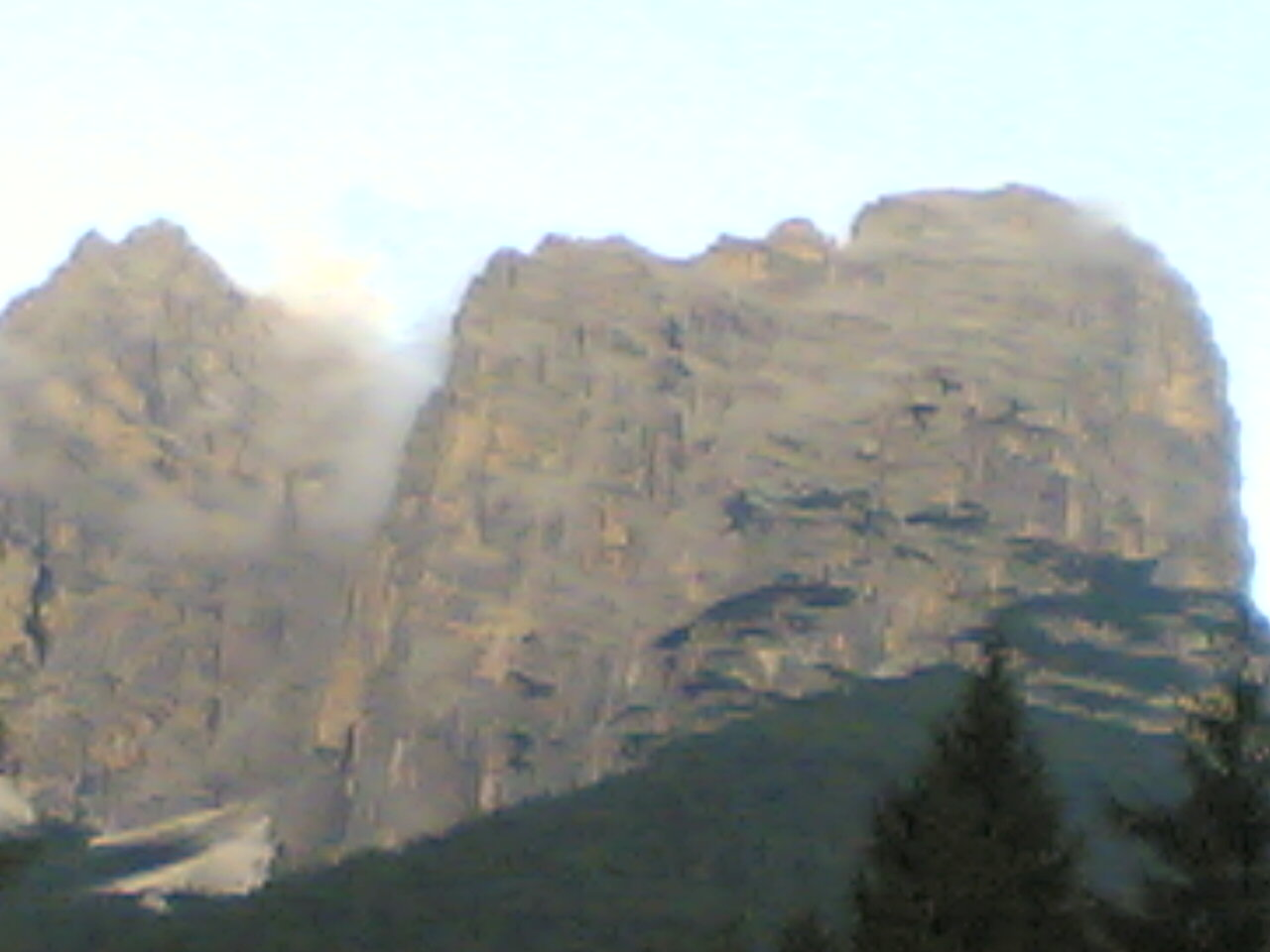
Rocchetta Alta 2371 m
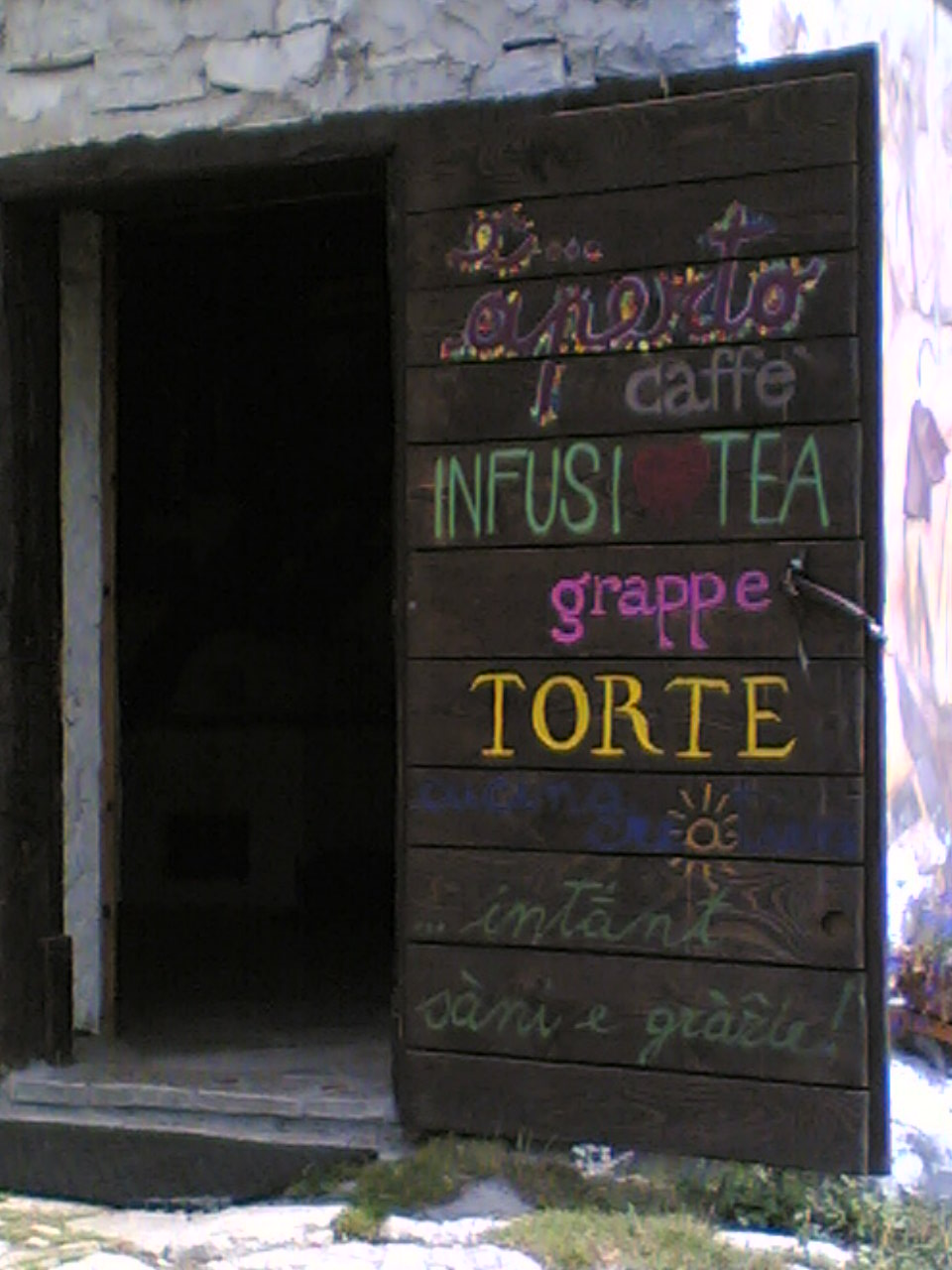
Rifugio Bosconero, entrata
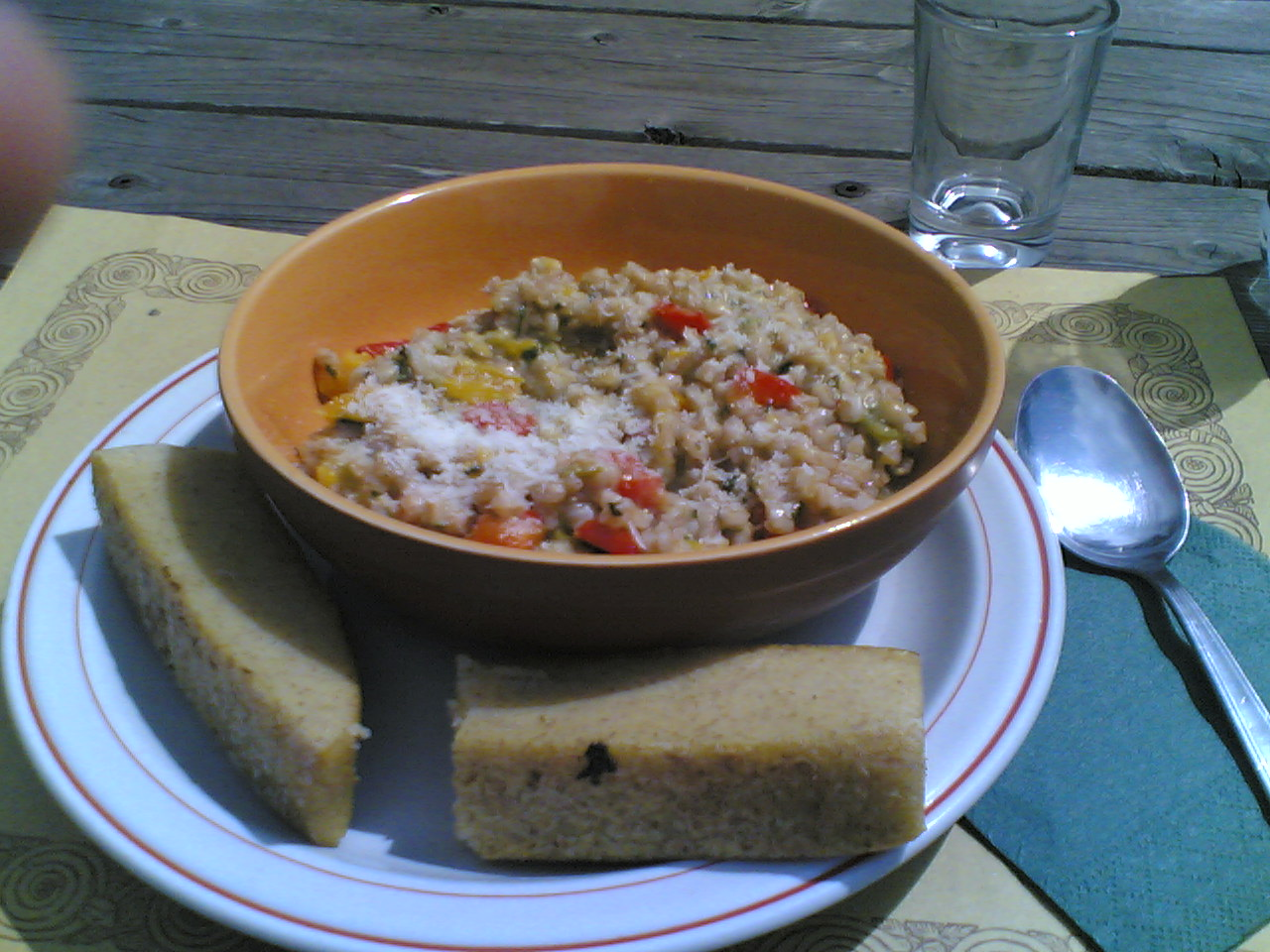
Orzotto = Gerstengraupen-Risotto